# Bohušov
Bohušov (dawniej Fulštejn; niem. Füllstein) – wieś w powiecie Bruntál, Kraj morawsko-śląski, leży w worku osobłoskim (czes. osoblažský výběžek) nad rzeką Osobłogą, wieś liczy 456 mieszkańców, pow. wsi 2072 ha. Leży przy granicy z Polską, a najbliższym miastem w Polsce jest leżący w odległości 8 km Prudnik.

## Podział

### części gminy
- Bohušov
- Dolní Povelice
- Karlov
- Ostrá Hora

### gminy katastralne
- Bohušov
- Dolní Povelice
- Karlov u Bohušova
- Kašnice u Bohušova
- Nová Ves u Bohušova

## Historia
Początkowo była to osada słowiańska Golęszyców – Porziczie (cs. Pořiči). Po najeździe Tatarów w 1241 całkowicie wyludnione miejscowości na Śląsku Opawskim, podobnie jak większość Śląska, były zasiedlane przez osadników-kolonistów niemieckich z Turyngii, Frankonii, Dolnej Saksonii i Westfalii. Wcześniejsze nazwy odzwierciedlały niemiecką akcję osadniczą, wieś Fulmenstein, Fullostein, Fullstein oraz warownia, następnie Godeurisdorf (ok. 1561) i Gottfriesdorf ok. (1772), po roku 1945 Fulštejn. Fūllstein jako lenno ołomunieckiego biskupa Brunona ze Schauenburku (zm. ok. 1281), otrzymuje Drost Herbrod von Fülme w roku 1255 jako jego stolnik oraz uczestnik bitwy pod Legnicą (1241). Wcześniej w roku 1253 Herbort razem z drużyną Władysława opolskiego wziął udział w wyprawie odwetowej na Ruś Halicką przeciw księciu Danielowi, a w roku 1278 w drużynie króla Przemysława II Otokara w wyprawie przeciw pogańskim Prusom. W roku 1410 wraz z polskimi krewnymi Jindrzich II Herburt podążył z Fullsteinu na bitwę pod Grunwaldem przeciw Krzyżakom.

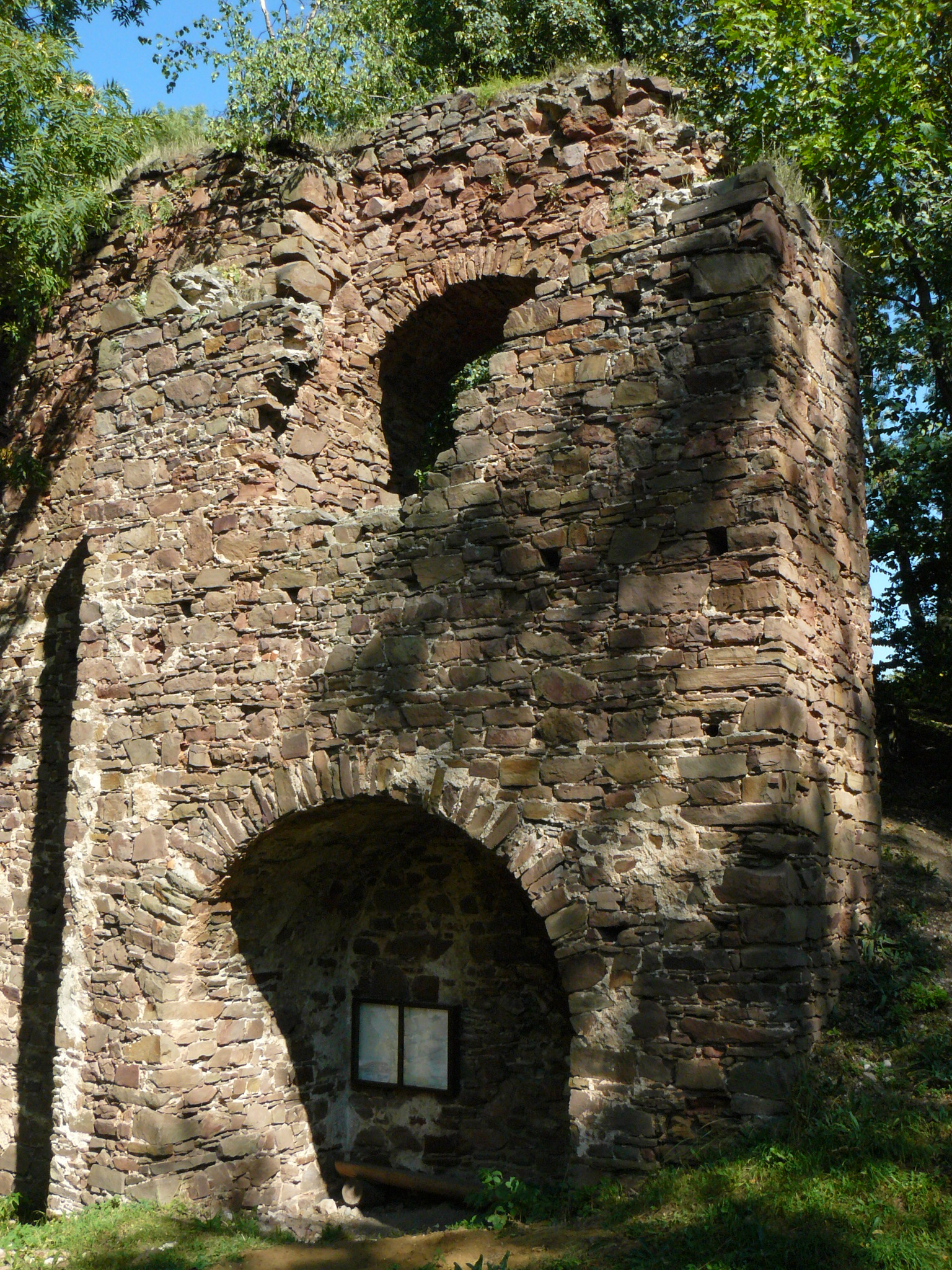
Ruiny zamku XIII w.

Do dziś na skraju wsi zachowały się ruiny wczesnogotyckiego zamku zniszczonego w okresie kolejnych wojen czesko-węgierskich oraz najazdu szwedzkiego (1657). Z zabytków z tego okresu zachował się kościół pw. św. Marcina Biskupa (ok. 1315), kolejno przebudowywany (ok. roku 1561) oraz na początku XIX wieku. Wieś graniczy z Karlovem, Kašnicami i Nową Wsią. Nazwa Bohušov została nadana oficjalnie w 1950 roku.

## Transport i komunikacja
W miejscowości było przejście graniczne Tarnkowa-Bohušov.
W miejscowości jest stacja kolejowa Bohušov.